# 海報女郎
海報女郎或稱海報模特兒指的是在流行文化中一類專門拍攝量產照片的女性模特兒，可能為人體攝影模特兒、時裝模特兒或者演員等等。
在這里可以指繪畫、插畫或其它類似的表現形式，此術語最早是在1941年出現，然而，非正式的使用相信可以追溯至1890年代。

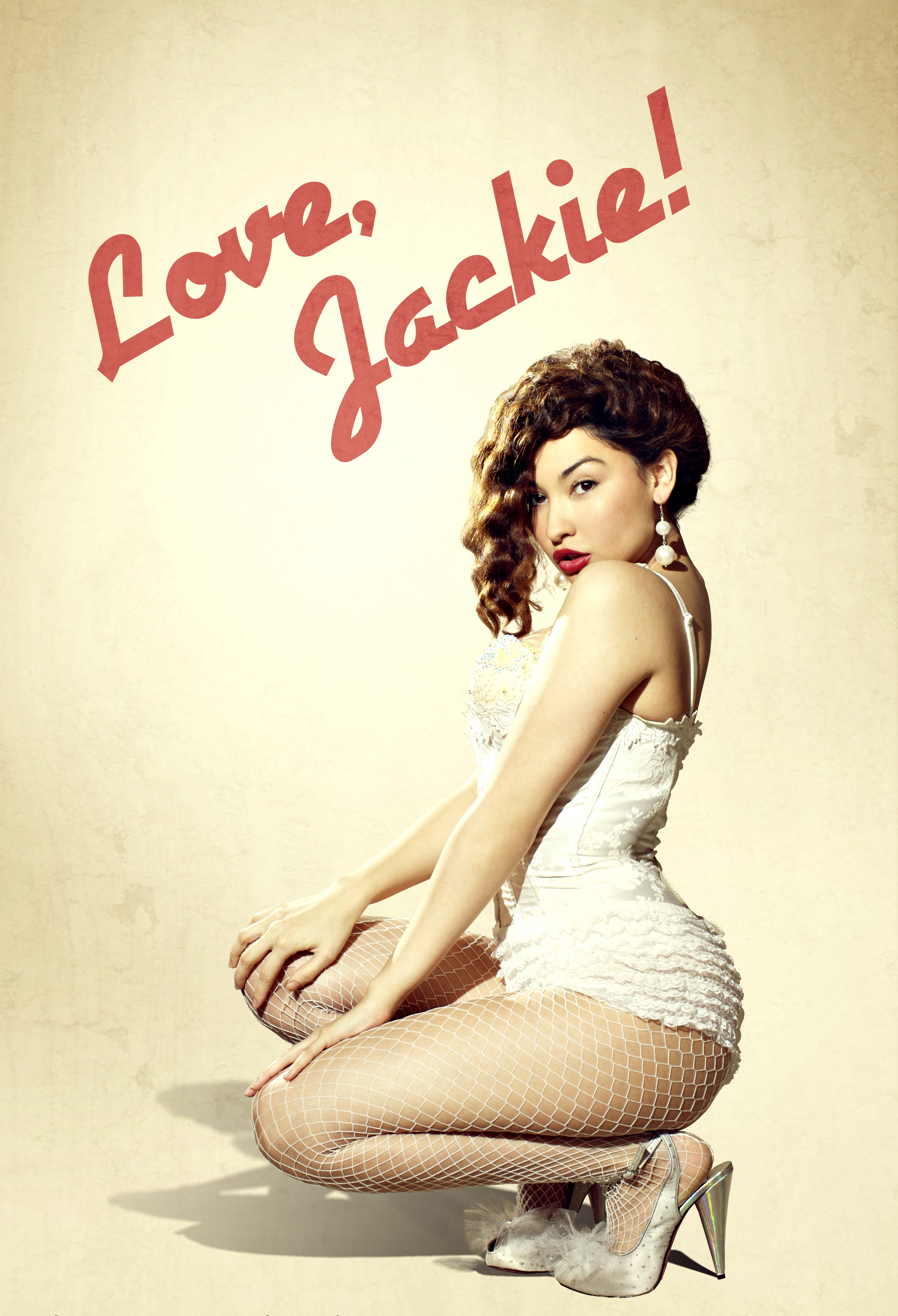
Jackie Martinez的海報

原先，海報女郎的照片多是從雜誌和報紙剪下，或者是來自明信片或染色版畫等的，欣賞者將這些圖片釘在牆上或任何地方（pinned up）；後來，這些圖像慢慢地開始有規模的大量生產。
許多拍攝這類照片的女性皆有性感的特质或是性感符號的象徵，其中一個著名的海報女郎是蓓蒂·葛萊寶，而另一个是丽塔·海华丝，她们所拍攝的照片因為在第二次世界大戰時期成為眾多美國軍人存放在衣柜内的必備收藏品而傳為熱門話題。

## 腳注
1. ↑  Ayto, John. . Oxford University Press. 2006: 126. ISBN 0198614527.

## 外部連結
- 50 Years of American Pin-Ups （页面存档备份，存于）